# 中華航空006號班機事故
中華航空006號班機是一趟由臺北飛往洛杉磯國際機場的國際線定期航班，1985年2月19日，一架執行該航班的波音747SP飛機在航程中突然發生意外，導致機上其中兩名乘客重傷以及飛機受到嚴重的損毀。原因是該飛機飛行了十小時之後，其中一具引擎失去動力。雖然當時仍有數分鐘可以處理這個狀況，但是飛行員仍無法成功控制因引擎失效所導致的不平衡推力。
這架飛機最後不斷翻滾並以接近音速的速度下墜了9,000公尺，並同時受到高速與高壓的衝擊，機上的加速度一度突破5G。所幸飛行員重新控制了飛機。但由於尾翼破損及液壓損失导致飞行控制严重受损，該飛機最終转降舊金山國際機場。

## 涉事航機資料
發生事故的是一架1982年製造的波音747SP-09型，生產序列號22805，生產線編號564，於1982年6月10日首飛，同年6月15日被威爾明頓信託購入並租借給中華航空，交付時設有18個頭等艙座位、32個商務艙座位和231個經濟艙座位，使用普惠JT9D-7A發動機。事發時，該機的累計飛行時數為10,193小時。

## 機組
第一機長：何敏元（音譯）55歲
副駕駛：張菊月（音譯）53歲
第一飛行工程師：魏國平（音譯）55歲
第二機長：廖建元（音譯）53歲
第二飛行工程師：蘇世龍（音譯）41歲

## 事件過程

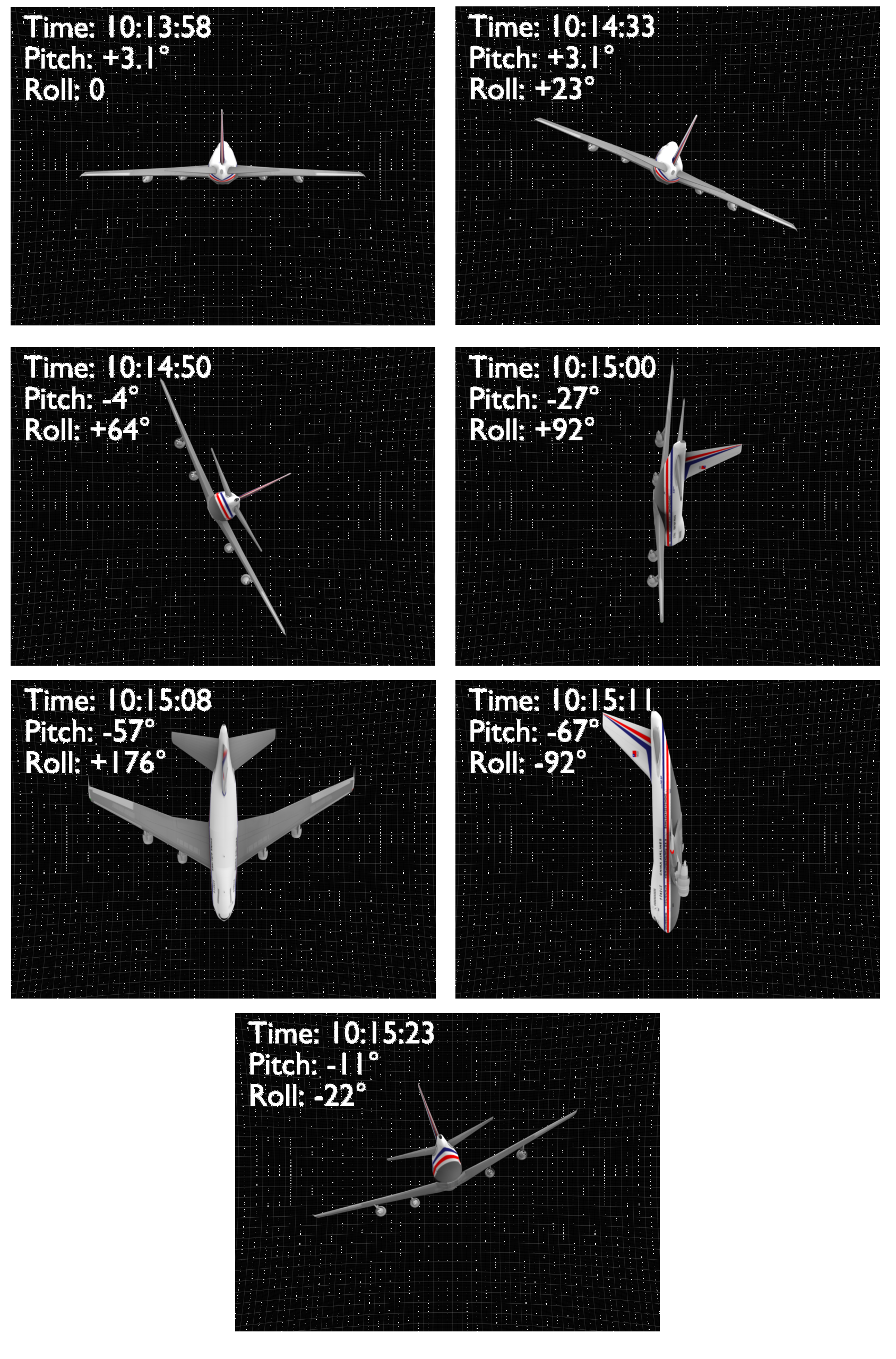
依據黑盒子資料以電腦重建的飛機下墜時飛行姿態圖

CI006班機起飛當天（1985年2月19日）正值農曆除夕。在離開台北後約10個小時，該架波音747位於舊金山西北邊約350英里（550公里）的位置遇到亂流，這造成飛行電腦自動調整引擎油門。結果4號引擎不僅沒有加速，反而停留在低功率狀態運行。隨機工程師試圖解決，但未成功，可能的原因之一是其忽略關閉一個放氣裝置。1分30秒後引擎熄火，並迅速失去動力。
機長獲知引擎熄火後，指示隨機工程師重新啟動引擎。依標準程序此動作需在30,000英尺的高度之下執行，但是當時飛機仍停留在41,000英尺的高度，因而缺乏氧氣使得引擎無法重新啟動。另外，處理引擎中止問題的標準程序是先使用方向舵抵銷推力，然後解除自動駕駛讓飛機維持在適當的平衡狀態，但是機長並沒有使用方向舵，並且仍過度依賴自動駕駛保持狀態。由于當時客機左侧動力大于右侧，航向偏右，自動駕駛儀將操縱桿轉向左方以恢復至原本路線。這項動作执行了數分鐘之久，最後自動駕駛儀已經扭轉至最大極限，而飛機卻仍然向右偏轉。
由于飛機不平穩，阻力令飞机空速持续下降。機長迅速降下機鼻從而减少阻力，也密切注意空速指示器的指數。在引擎問題發生後的3分鐘，機長仍專注於飛機速度的下降問題，並嘗試在自動駕駛的狀態下控制飛機，却没有察覺操縱桿朝左但客機右轉。當檢查飛機姿態儀時，卻發現水平儀呈現垂直狀態。機長認為是儀器失靈所致，隨后檢查副機師的飛機姿態儀與備用的飛機姿態儀後，仍認為是儀器失靈導致出現兩個飛行姿態儀顯示同樣讀數的狀況。此時飛機進入雲層因此他也無法透過窗外景觀來定位。事實上當時飛機儀器正常，是因為已經開始呈現翻轉以及垂直俯衝的狀態，隨後在接近音速的高速俯衝的狀態下，在20秒內猛降10,000英尺，飛機差幾十秒就要衝進太平洋了，此時機組員和乘客受到高達5G的慣性力，所幸飛行員曾經駕駛過戰鬥機，因此在此情況下仍能操作。
當飛機俯衝至雲層底部時（約11,000英尺），機師才看見地平線了解到問題所在，而能以目測的方式來控制飛機，此時他們已經在兩分半內從30,000英尺下降到9,600英尺。當時全機組員認為4具引擎都已經全部熄火，但是後來美國國家運輸安全委員會在調查報告中仍然認為當時只有4號引擎失效，原因是機組人員並未注意到引擎已被調整為慢車狀態，所以其餘正常引擎的動力才會減弱。在取得機身平衡後，其餘3具引擎已開始提供正常的動力，而機組人員在低空也因而能順利發動4號引擎。他們開始爬升並對航空交通管制中心回報狀態正常，打算繼續將飛機開往目的地洛杉磯。隨後他們發現飛機在高速衝擊後有所受損，在起落架已經放下後增加的阻力使客機無法擁有足夠的燃料可供降落在洛杉磯，所以他們決定轉降舊金山。此外雖然飛機當時已停止俯衝，但由於機長發現飛機的升降舵並不能正常運作，令飛機降落時有困難。考慮到落地時會有人員受傷，因此當局也發佈緊急命令，讓飛機直飛到機場以避免事情惡化。
由於機長得知飛機的水平尾翼已經受損，上下俯仰的功能變差，因此只可使用逐漸調校引擎的功率讓飛機降落。最後，航機在舊金山國際機場平安落地。

## 事故之後

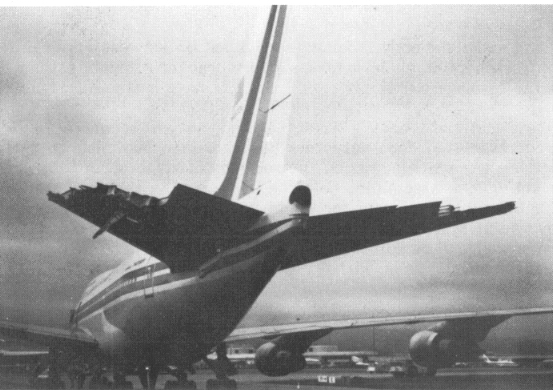
事故發生後嚴重受損的尾翼

### 情況
在事故中有兩人受有較嚴重的傷害，一位是腿部骨折及拉傷；另外一位則是背部嚴重拉傷需要入院治療。而飛機則是在事故中已經嚴重受損。主機翼向上彎曲兩英吋。起落架與機身部分受損。損壞最嚴重的是機尾，大部分水平尾翼已經折斷。整個左側的升降舵與管線完全斷開，供應此處動力的液壓系統也已經破裂并且嚴重漏油，起落架的艙門也在飛機俯衝時被扯脫。

### 飛機下落

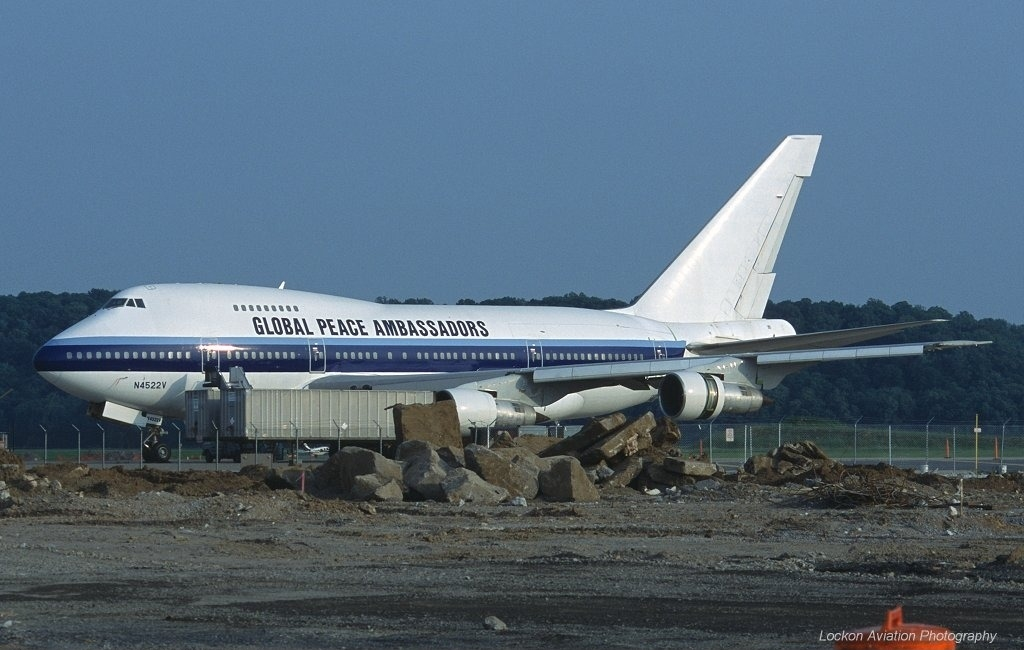
2003年，已轉讓給全球和平大使（Global Peace Ambassadors），作為運送救援物資專機的N4522V

此架飛機在修復後仍繼續使用，一直到1997年，中華航空的子公司華信航空將此機退租。幾經轉手後，仍服役直到2005年6月17日，此时美國聯邦航空總署因为发现其尾翼部分与中华航空611号班机空难中的波音747-209修补方式完全相同，为了防止飞机发生于CI611完全相同的空中解体而将其除役。雖然事後有試圖進行大修，但卻沒有完成。
2010年5月20日，該飛機被停放在墨西哥下加利福尼亞州提華納的國際機場，且由於飛機狀況不佳，可能面臨人工解體的命運。此飛機可以利用Google地球，在座標32°32′38.20″N 116°58′02.20″W / 32.5439444°N 116.9672778°W的位置上看見。
2018年3月14日，该飞机已完成取消注册操作，不再使用编号N4522V。

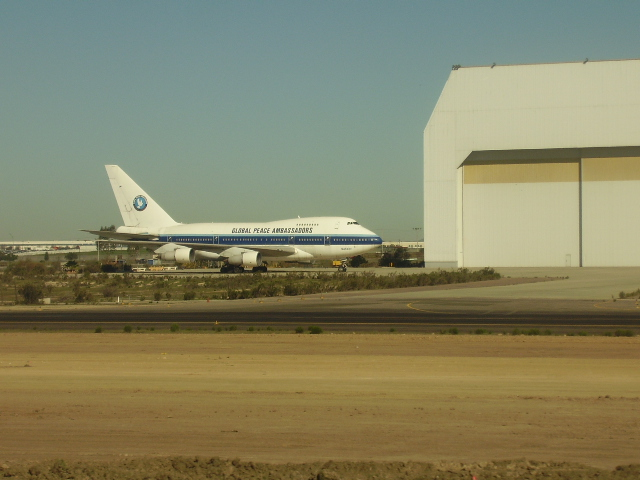
棄置於蒂華納的N4522V

### 机型
在这次驚險事故后，波音747SP之後仍一直保持着0空难的良好飞安记录，直到20年后的2015年3月19日的亞丁機場戰役中，一架作為總統專機之一的波音747SP在降落時被炸彈擊中墜毀，该机型的0空难记录才被打破。

### 航班號
在这次事故后，CI006這一航班號仍用於台北─洛杉磯的航線，機型以前為波音747-400，已經自2014年12月1日起改用波音777-300ER執行飛航。
2018年3月，为减少运营成本以减缓内部财政压力，华航正式宣布将永久停用CI006航班代號，仅保留CI008（客运）和CI5118（货运）这两个航班号执飞此航线，原有航權則轉移至安大略航線（CI024）。
2019年6月，因應洛杉磯持續暢旺的客貨運流量，華航宣布將於10月28日冬季班表起除了原有的洛杉磯CI008（客運）CI5118（貨運），以及安大略的CI024班機外，再次恢復當年因長程機隊不足取消的CI006班機與返程的CI005班機，初期每週3班（週1、3、5飛航）試水溫，如載客率持續維持高檔，將全面恢復每日1班。

### 類似事故
- 中國東方航空583號班機：機組人員錯誤的放出前缘缝翼導致飛機急劇翻滚，同样在最后重新取得控制权，但还是导致二人死亡。
- 俄羅斯航空593號班機空難：机长儿子错误关闭自动驾驶导致飞机急剧翻滚，尽管最后重新取得控制权，但还是因高度太低且在夜间无法看清前方而撞山坠毁。
- 亚丁机场战役：涉及波音747SP的第二起事故兼首起空难。

### 相關節目
此次事件過程被加拿大紀錄片影集《空中浩劫》翻攝，收錄於第4季第6集。

## 外部連結
- Accident Brief （页面存档备份，存于） by the U.S. National Transportation Safety Board
- Full Accident Report by the U.S. National Transportation Safety Board
- Summary and comments（页面存档备份，存于） in Risks Digest
- Time Magazine story （页面存档备份，存于）
- 飛機註冊編號N4522V的歷史紀錄 747sp.com（英文）
- Full Accident Report （页面存档备份，存于） NTSB/AAR-86/03調查報告.